# Тарсо (Колумбия)
Тарсо (исп. Tarso) — город и муниципалитет на западе Колумбии, на территории департамента Антьокия. Входит в состав субрегиона Юго-западная Антьокия.

## История
Поселение из которого позднее вырос город было основано 14 марта 1912 года. Муниципалитет Тарсо был выделен в отдельную административную единицу в 1936 году.

## Географическое положение

Муниципалитет Тарсо

Город расположен в юго-западной части департамента, в гористой местности Западной Кордильеры, к западу от реки Каука, на расстоянии приблизительно 44 километров к юго-западу от Медельина, административного центра департамента. Абсолютная высота — 1407 метров над уровнем моря.

Муниципалитет Тарсо граничит на северо-востоке с муниципалитетами Венесия и Фредония, на юго-востоке — с муниципалитетом Херико, на юге и юго-западе — с муниципалитетом Пуэблоррико, на северо-западе — с муниципалитетом Сальгар. Площадь муниципалитета составляет 119 км².

## Население
По данным Национального административного департамента статистики Колумбии, совокупная численность населения города и муниципалитета в 2012 году составляла 7542 человек.
Динамика численности населения муниципалитета по годам:
| 2005 | 2006 | 2007 | 2008 | 2009 | 2010 | 2011 | 2012 |
| ---- | ---- | ---- | ---- | ---- | ---- | ---- | ---- |
| 7155 | 7197 | 7243 | 7294 | 7349 | 7409 | 7473 | 7542 |

Согласно данным переписи 2005 года мужчины составляли 50,4 % от населения Тарсо, женщины — соответственно 49,6 %. В расовом отношении белые и метисы составляли 99,3 % от населения города; негры, мулаты и райсальцы — 0,5 %; индейцы — 0,2 %.
Уровень грамотности среди всего населения составлял 81,3 %.

## Экономика
Основу экономики Тарсо составляет сельскохозяйственное производство. На территории муниципалитета выращивают кофе, бананы, кукурузу, юкку и другие культуры.

54,8 % от общего числа городских и муниципальных предприятий составляют предприятия торговой сферы, 34,8 % — предприятия сферы обслуживания, 8,6 % — промышленные предприятия, 1,8 % — предприятия иных отраслей экономики.